# 石飛修
石飛 修（いしとび おさむ、1944年2月18日 - ）は、日本の実業家。住友化学会長を務めた。

## 経歴
兵庫県出身。1967年に東京大学工学部を卒業し、1969年に東京大学大学院化学工学科修士課程を修了し、同年に住友化学工業に入社。
1998年6月に取締役に就任し、常務、専務、副社長、副会長、執行役員、代表取締役などを経て、2014年6月から米倉弘昌の後任として、会長兼CEOに就任した。
日本化学工業会会長も務めた。